# Ellie Cornell
Ellie Cornell (ur. 15 grudnia 1963 r. w Glen Cove w stanie Nowy Jork, USA) − amerykańska aktorka znana z ról w filmach grozy. Okazjonalnie producent wykonawcza i reżyser filmowa. Po zawarciu małżeństwa z producentem Markiem Gottwaldem, znana jest także jako Ellie Gottwald.

## Życiorys
W 1986 roku została absolwentką Rollins College w Winter Park na Florydzie.
Jako aktorka debiutowała w 1988 r. gościnną rolą w serialu ABC thirtysomething; jeszcze tego samego roku na ekranach światowych kin pojawił się kultowy dziś slasher Halloween IV: Powrót Michaela Myersa (Halloween 4: The Return of Michael Myers), w którym Cornell wystąpiła jako jedna z głównych bohaterek, nastoletnia Rachel Carruthers. W postać tę wcieliła się po raz kolejny w sequelu owego filmu, Halloween V: Zemsta Michaela Myersa (Halloween 5, 1989). Oba horrory odniosły sukces komercyjny, a rola Rachel pozostaje najbardziej pamiętną w karierze Ellie. Na początku lat dziewięćdziesiątych aktorka została zaangażowana w produkcję komedii sportowej Penny Marshall Ich własna liga (A League of Their Own, 1992), z otrzymanej roli musiała jednak zrezygnować, gdy dowiedziała się, że jest w ciąży.
Od 1990 roku jest żoną producenta filmowego Marka Gottwalda, któremu urodziła dwójkę dzieci − córki, Grace i Rose. Wystąpiła w kilku projektach produkowanych przez męża, jednym z nich był powstały na potrzeby telewizyjne horror Zombie (Dead & Deader, 2006).
Jest założycielką wytwórni filmowej Mindfire Entertainment. Wraz z mężem jest także właścicielką restauracji Ship's Inn, zlokalizowanej w stanie Massachusetts.

## Filmografia

### Aktorka
- 2010: Caught on Tape jako Wagner
- 2006: Dead Calling jako Tina Prescott
- 2006: Room 6 jako Sarah
- 2006: The Darkroom jako dr. Allen
- 2006: Pragnienie (The Thirst) jako pielęgniarka Linda
- 2006: Zombie (Dead & Deader) jako dr. Adams
- 2005: Dom śmierci II: Śmiertelny cel (House of the Dead 2) jako pułkownik Jordan Casper
- 2005: Zaduszki (All Souls Day: Dia de los Muertos) jako Sarah White
- 2003: Dom śmierci (House of the Dead) jako Jordan Casper
- 2000: Specjalni (The Specials) jako Linda
- 1998: Free Enterprise jako Suzanne Crawford
- 1990: Gabriel's Fire jako studentka (serial TV)
- 1990: Chips, the War Dog jako Kathy Lloyd
- 1989: Halloween V: Zemsta Michaela Myersa (Halloween 5) jako Rachel Carruthers
- 1989: ABC Afterschool Specials jako Patty Adams (serial TV)
- 1988: Halloween IV: Powrót Michaela Myersa (Halloween 4: The Return of Michael Myers) jako Rachel Carruthers
- 1988: Poślubiona mafii (Married to the Mob) jako natarczywa reporterka
- 1988: thirtysomething jako Andrea (serial TV)

### Producent wykonawcza
- 2000: Specjalni (The Specials)
- 1999: Where No Fan Has Gone Before: The Making of "Free Enterprise"
- 1998: Free Enterprise

### Reżyser
- 2008: Prank